# Mimaletis
Mimaletis is een geslacht van vlinders van de familie spanners (Geometridae), uit de onderfamilie Ennominae.

## Soorten
- M. albipennis Warren, 1905
- M. humilis Warren, 1894
- M. landbecki (Druce, 1910)
- M. paucialbata Prout, 1918
- M. postica (Walker, 1869)
- M. reducta Prout, 1915
- M. verecunda Prout, 1934
- M. watulekii Carcasson, 1962